# 斉木燿
斉木 燿（さいき よう、1955年3月 - 2014年11月）は、日本の小劇場演劇における演出家、劇作家、役者である。

## 略歴
- 東京都生まれ。
- 早稲田大学在学中（1974年）、「十月劇場」や「第七銀河」に参加。
- 1986年、劇団「恐竜派」を結成。
- 1993年、演劇ユニット「morning landscape」を結成。
- 2014年11月、逝去。

## morning landscape
演劇ユニット「morning landscape」は、1993年に結成。約20作品の上演を行った。
主な上演は以下の通り。
- 1993年9月 『SUMMER HYSTERIA 2』@森下　ベニサンピット
- 1997年5月/7月 『object is not...』＠中野区上高田地域センター・分室
- 1998年3月 『subject is not..."私"の演劇 ＋ Lのテキスト』＠市ヶ谷　法政大学/学生会館アトリエ15（『U実験演劇祭』参加）
- 2000年12月 『右と右の右2 片側が2つある』＠三浦市商工会議所・大会議室（アートプロジェクト『半島・1』参加）
- 2004年5月 『GIVE/TIME』＠ニューヨーク　Smack Mellon Gallery（『IN SERENITY, WE FACE』参加）
- 2010年12月 『空席/席/vacancces』＠神奈川県民ホールギャラリー（『美術の地上戦 OVER TONE II』参加）
- 2014年11月 『上演＋レセプション』＠高田馬場 プロト・シアター

## 演劇以外の脚本
演劇以外にも、TVドラマ・映画の脚本を執筆した。
- TVドラマ『私の心はパパのもの』（監督：大林宣彦、日本テレビ系で放映）1988年11月
- 映画『VISION～優しい夜～』（監督：田渕英夫）1991年4月
- 映画『私の心はパパのもの』（監督：大林宣彦、配給：東北新社＝ギャラクシーワン）1992年6月

## 関連人物・関連団体
- 岸田理生
- 高田馬場 プロト・シアター
- 十月劇場
- 第七銀河
- 未来派
- 丹下一
- 千賀ゆう子企画
- 入間川正美
- Lens
- 山田工務店
- CUATRO GATOS